# Ancharius
Ancharius is een geslacht van straalvinnige vissen uit de familie van de christusvissen (Anchariidae).

## Soorten
- Ancharius fuscus Steindachner, 1880
- Ancharius griseus Ng & Sparks, 2005